# Noréaz
Noréaz là một đô thị trong huyện Sarine thuộc bang Fribourg ở Thụy Sĩ. Lac de Seedorf nằm ở đô thị này.